# 查尔斯·莱斯
查尔斯·莱斯（英語：Charles Rice），美国音频工程师。他曾2次被提名奥斯卡最佳音响效果奖。

## 精选影视作品
- 小人物狂想曲（英语：Pepe (film)） (1960)[1]
- 欢乐今宵（英语：Bye Bye Birdie (film)） (1963)[2]